# Castel Gandolfo
Castel Gandolfo, por vezes conhecido como Castelgandolfo, é uma comuna italiana da região do Lácio, província de Roma, com cerca de 6.927 habitantes. Estende-se por uma área de 14 km², tendo uma densidade populacional de 495 hab/km². Faz fronteira com Albano Laziale, Grottaferrata, Marino, Rocca di Papa e Roma (5 km). É muito conhecida por ser o local da residência de Verão do Papa. A residência do Papa (residenza papale em italiano) é um edifício do século XVII do arquitecto Carlo Maderno para o Papa Urbano VIII.
Castel Gandolfo situa-se nas margens do Lago Albano.
Pertence à rede das Aldeias mais bonitas de Itália.[carece de fontes?]

## Galeria

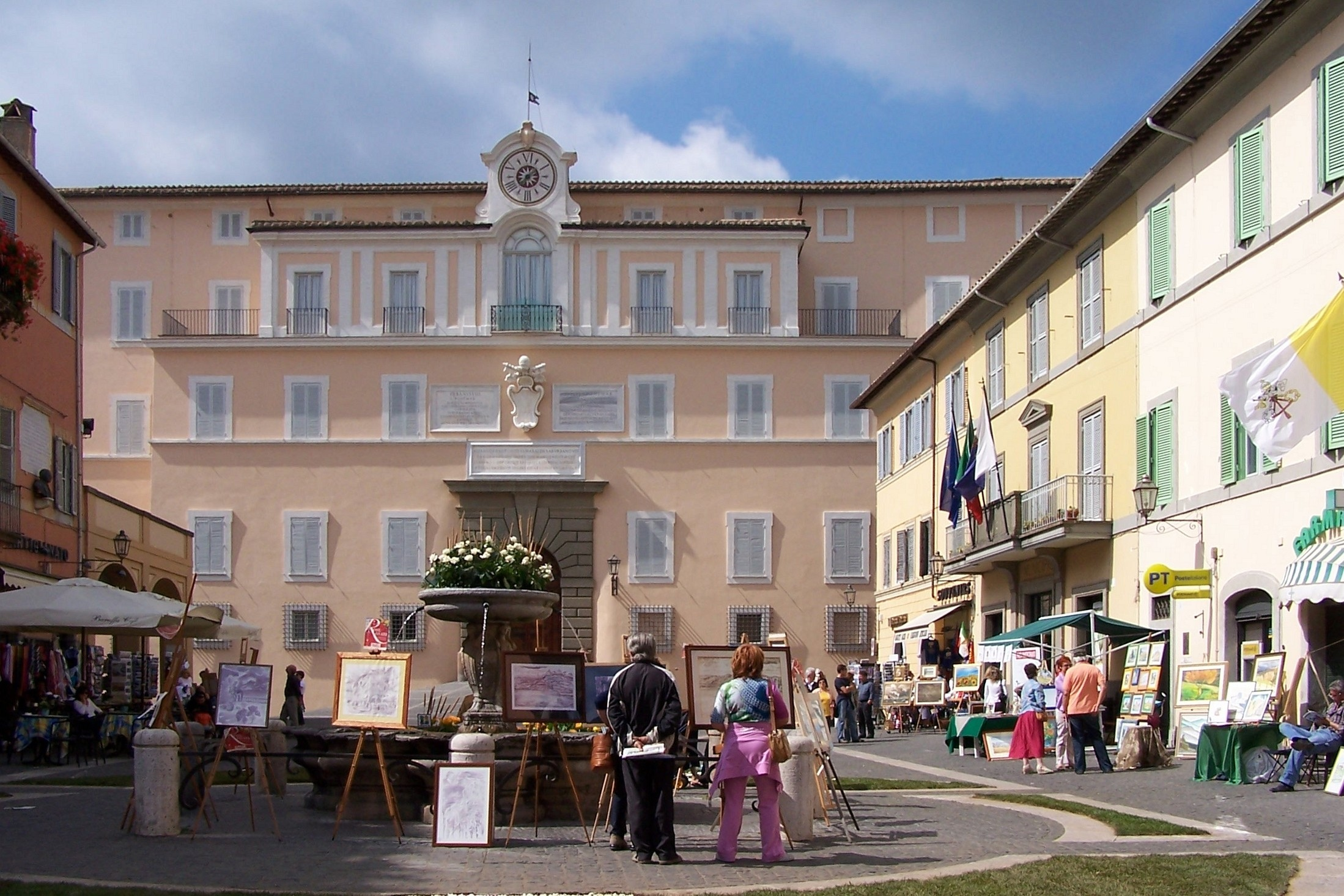
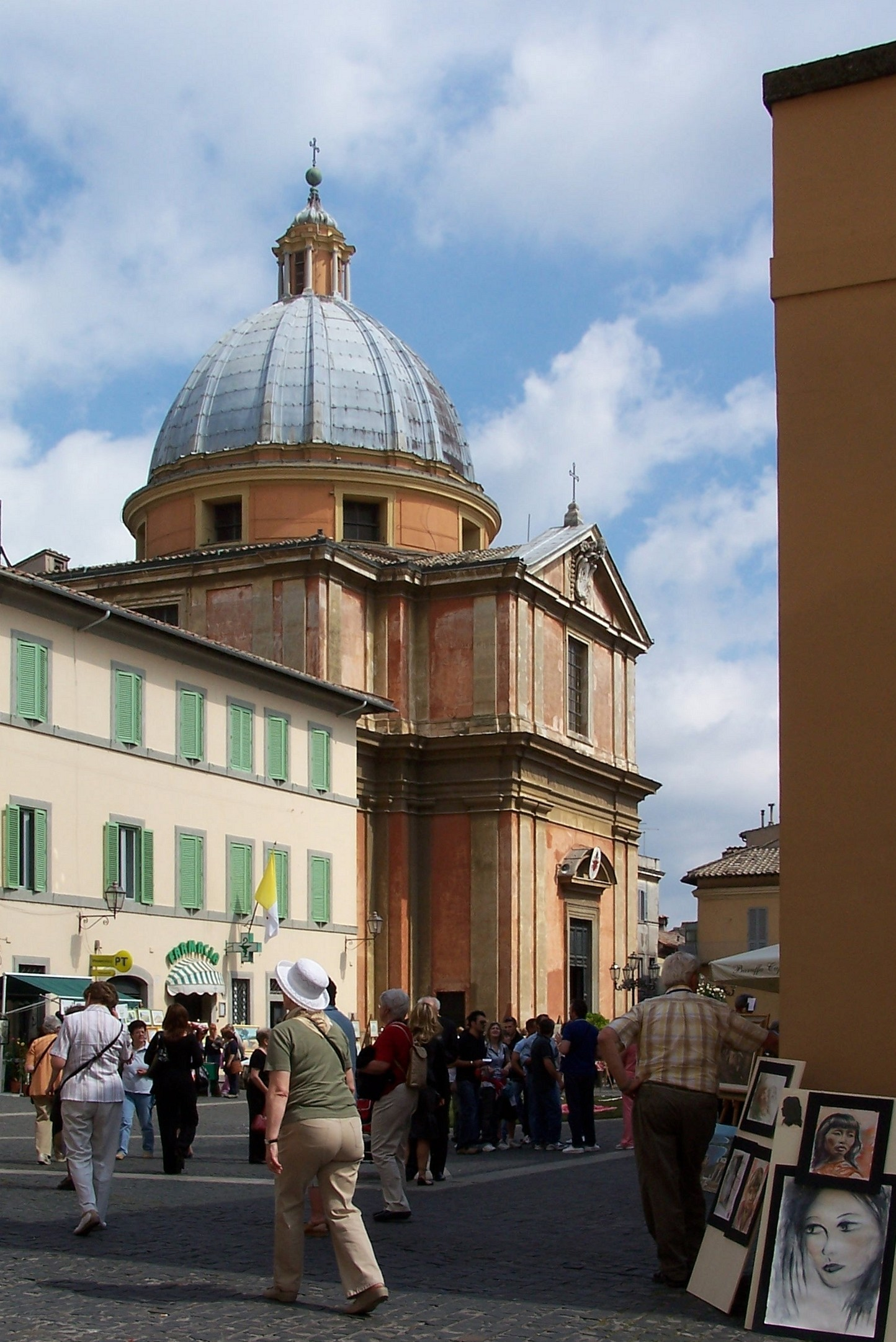
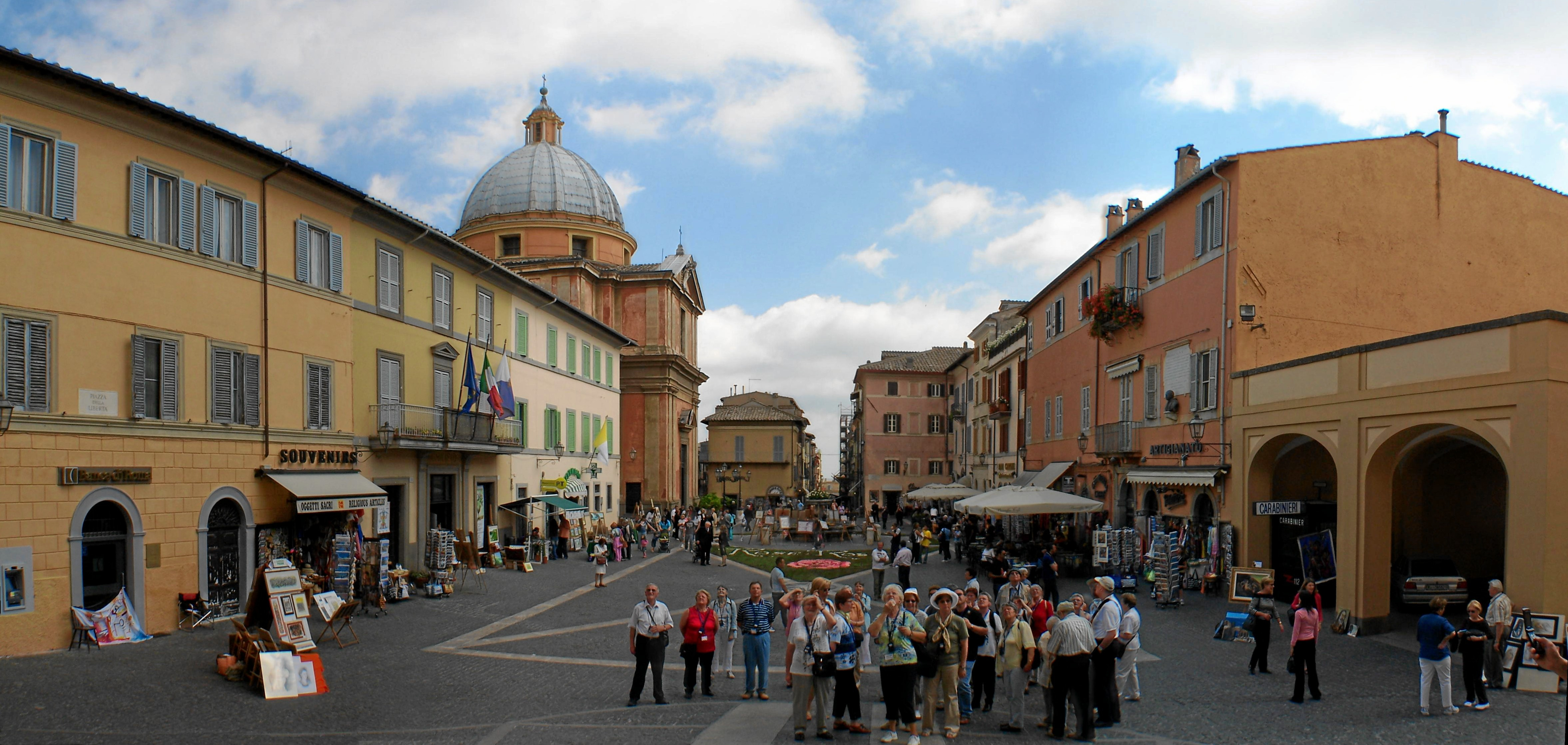
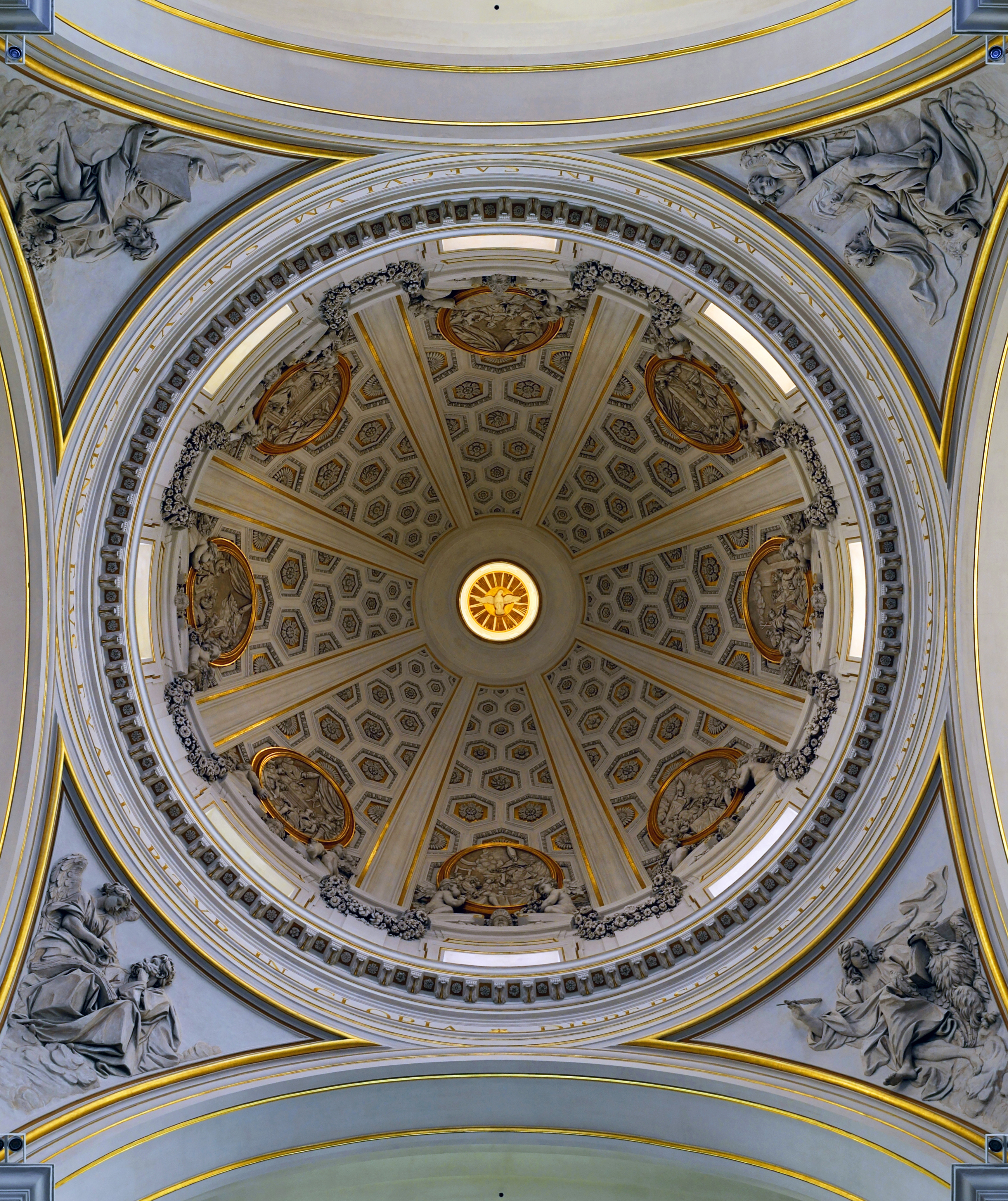

## Demografia
| Variação demográfica do município entre 1861 e 2011                               |
|                                                                                   |
| Fonte: Istituto Nazionale di Statistica (ISTAT) - Elaboração gráfica da Wikipedia |